# Tveitsund
Tveitsund este o localitate din comuna Nissedal, provincia Telemark, Norvegia, cu o suprafață de 0,98 km² și o populație de 509 locuitori (2013).